# Wedowee
Wedowee is een plaats (town) in de Amerikaanse staat Alabama, en valt bestuurlijk gezien onder Randolph County.

## Demografie
Bij de volkstelling in 2000 werd het aantal inwoners vastgesteld op 818.
In 2006 is het aantal inwoners door het United States Census Bureau geschat op 821, een stijging van 3 (0.4%).

## Geografie
Volgens het United States Census Bureau beslaat de plaats een oppervlakte van
9,2 km², waarvan 9,1 km² land en 0,1 km² water. Wedowee ligt op ongeveer 338 m boven zeeniveau.

## Plaatsen in de nabije omgeving
De onderstaande figuur toont de plaatsen in een straal van 32 km rond Wedowee.